# Конкуренция
Конкуренция (на английски: competition), още състезание и надпревара, в икономиката е термин, който обхваща идеята за индивиди и фирми, които се стремят към по-голям дял от пазара за продажба или закупуване на стоки и услуги.

## Видове конкуренция
Съществуват два вида конкуренция – съвършена и несъвършена конкуренция.

### Съвършена конкуренция
Съвършената конкуренция, известна като лесе-фер, съществува в отрасъл, състоящ се от много относително малки фирми, произвеждащи еднаква продукция. Най-важното ограничително условие е, че в тази пазарна среда нито една фирма няма контрол върху цените. Отделната фирма не може да влияе върху пазарната цена на произвеждания от нея продукт или на ресурсите, които купува. Отделната фирма приема цените като зададени и решава само колко да произведе и предложи на пазара и каква производствена технология да избере. Законите на съвършената (перфектната) конкуренция действат в така нареченото „класическо пазарно стопанство“.

### Несъвършена конкуренция
Несъвършената конкуренция е закономерен резултат в икономическото развитие, произтичащ от неговата вътрешна логика. При несъвършената конкуренция концентрацията на капитала и производството прави възможно появата на мощни фирми, които притежават определена пазарна мощ, т.е. могат в една или друга степен да влияят върху пазарните процеси, както и върху ценообразуването. При несъвършената конкуренция се появява фирма монополист, която е единственият продавач или купувач на даден продукт (стока или услуга), който няма адекватен заместител. Монополист, който държи 100% от пазара, се нарича чист (абсолютен) монополист.